# Yetĕrne
Yetĕrne o Iadrin (txuvaix: Етӗрне [jɛdʲërʲˈnʲɛ], Yetĕrne, Ieterné; rus: Ядрин, Iadrin; mari dels turons: Йӓдӹрнӓ [ˈjædə̈rnæ] o [jæˈdə̈rnæ], Jädÿrnä) és una població amb el rang de ciutat de la República de Txuvàixia, a Rússia. Es troba a 68 km a l'oest de Xupaixkar/Txeboksari, la capital de la república, al marge esquerre del Surà, al límit amb l'óblast de Nijni Nóvgorod. El 2021 tenia 7.918 habitants.

## Història
Després de la presa de Kazan (1552), en el marc de la consolidació del control de les terres conquerides, les autoritats russes van fundar el fort de Iadrin el 1590 en terres habitades per camperols txuvaixos. A partir de 1591 va ser el centre d'uiezd. Durant la primera meitat del segle xvii tenia prop de 200 habitants. El 1670 va ser presa per un destacament que participava en la revolta de Stepan Razin. Un segle més tard, Omelian Pugatxov va assetjar-la, però va poder prendre-la.
Al segle xviii, la vila comptava amb dues esglésies de pedra (l'església de la Trinitat i l'església de Sant Nicolau), la catedral de la Transfiguració, el monestir femení de Sant Miquel Arcàngel i el monestir masculí de la Mare de Déu de Kazan. El 1795 tenia 1431 habitants a la ciutat. El 1791 s'hi va obrir una petita escola; el 1817, una biblioteca; el 1830, un hospital i el 1863, una destil·leria.
En el moment de la creació de l'Óblast Autònom Txuvaix (1920), Yetĕrne era una de les tres capitals d'uiezd que entrà a formar-hi part, justament amb Xupaixkar i Śĕrpü.

## Població
| | 1840  | 1897  | 1939  | 1959  | 1979  | 1989  | 2002   | 2010  | 2021  |
| --- | ----- | ----- | ----- | ----- | ----- | ----- | ------ | ----- | ----- |
| Població | 1.700 | 2.454 | 5.400 | 6.300 | 7.300 | 9.972 | 10.573 | 9.614 | 7.918 |
| Nota: El creixement demogràfic entre 1979 i 1989 s'explica per l'absorció de tres pobles, que van passar a formar part de la ciutat |       |       |       |       |       |       |        |       |       |

Per nacionalitats, la distribució de la població de Yetĕrne és relativament semblant de la república, només que pràcticament només hi viuen txuvaixos, àmpliament majoritaris, i russos.
| Població de Txuvàixia per nacionalitats (cens de 2002) | Població de Txuvàixia per nacionalitats (cens de 2002) | Població de Txuvàixia per nacionalitats (cens de 2002) | Població de Txuvàixia per nacionalitats (cens de 2002) |
| Nacionalitat                                           | Total                                                  | Població urbana                                        | Yetĕrne                                                |
| ------------------------------------------------------ | ------------------------------------------------------ | ------------------------------------------------------ | ------------------------------------------------------ |
| Txuvaixos                                              | 67,1%                                                  | 56,1%                                                  | 66,7%                                                  |
| Russos                                                 | 26,5%                                                  | 38,3%                                                  | 31,1%                                                  |
| Tàtars                                                 | 2,8%                                                   | 1,9%                                                   | 0,3%                                                   |
| Mordovians                                             | 1,2%                                                   | 1,0%                                                   | 0,2%                                                   |
| Altres nacionalitats                                   | 2,4%                                                   | 2,7%                                                   | 1,3%                                                   |

En el conjunt del districte de Yetĕrne, sense incloure-hi la ciutat, els txuvaixos formen el 84,2% de la població i els russos, el 14,7%. Aquesta gran majoria de txuvaixos és de les més altes de Txuvàixia, on en el nord onze districtes superaven, segons el cens de 2002, el 90% de població rural txuvaixa.

## Economia
L'economia de la ciutat està molt enfocada a la indústria alimentària, que, el 2010, representava el 85% del valor dels productes manufacturats. Les principals empreses són la destil·leria Iàndrinski, la lletera Iadrinmolokó i la càrnia Iàdrinski Miassokombinat.

## Patrimoni

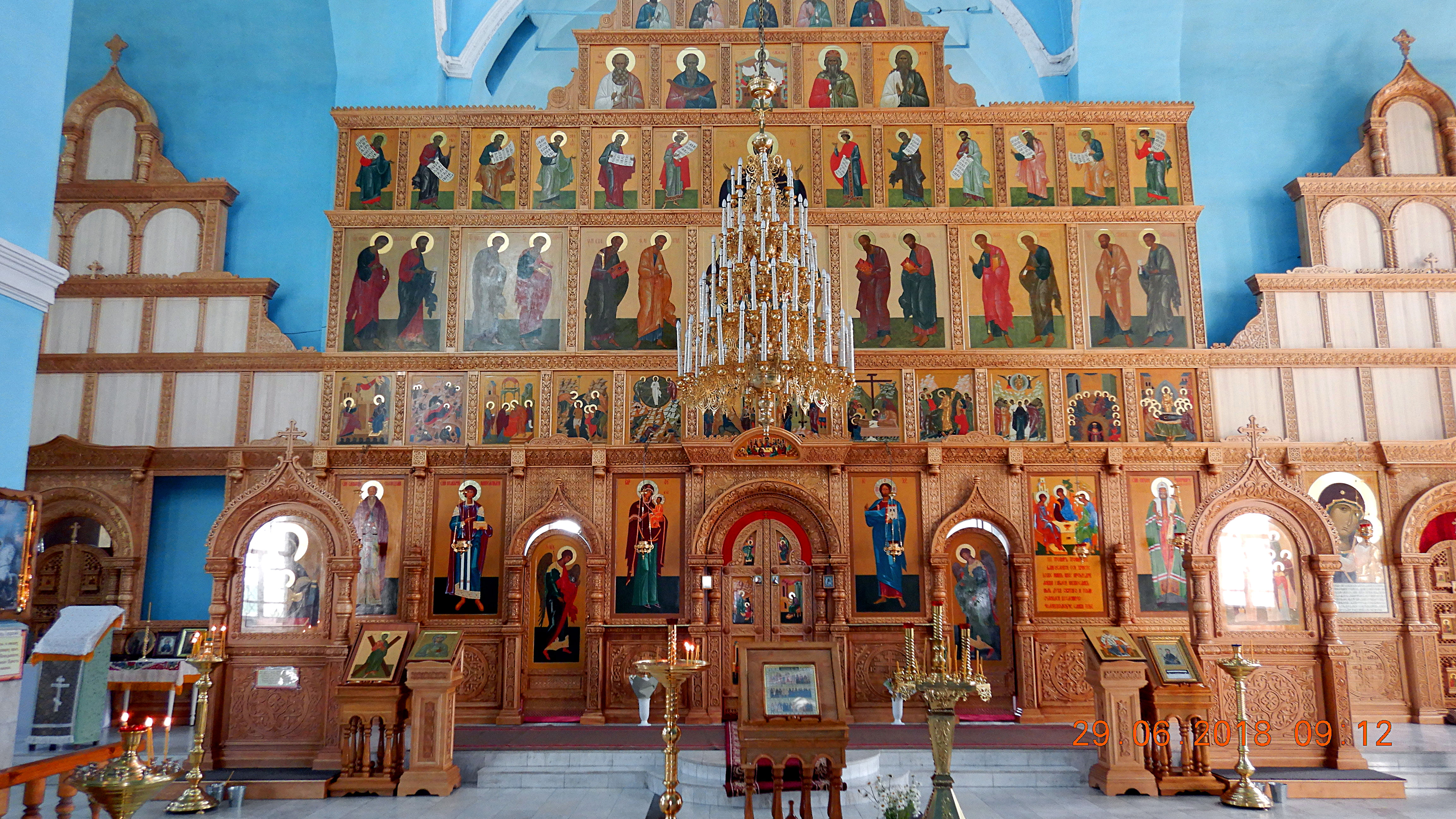
Iconòstasi de l'església de la Trinitat

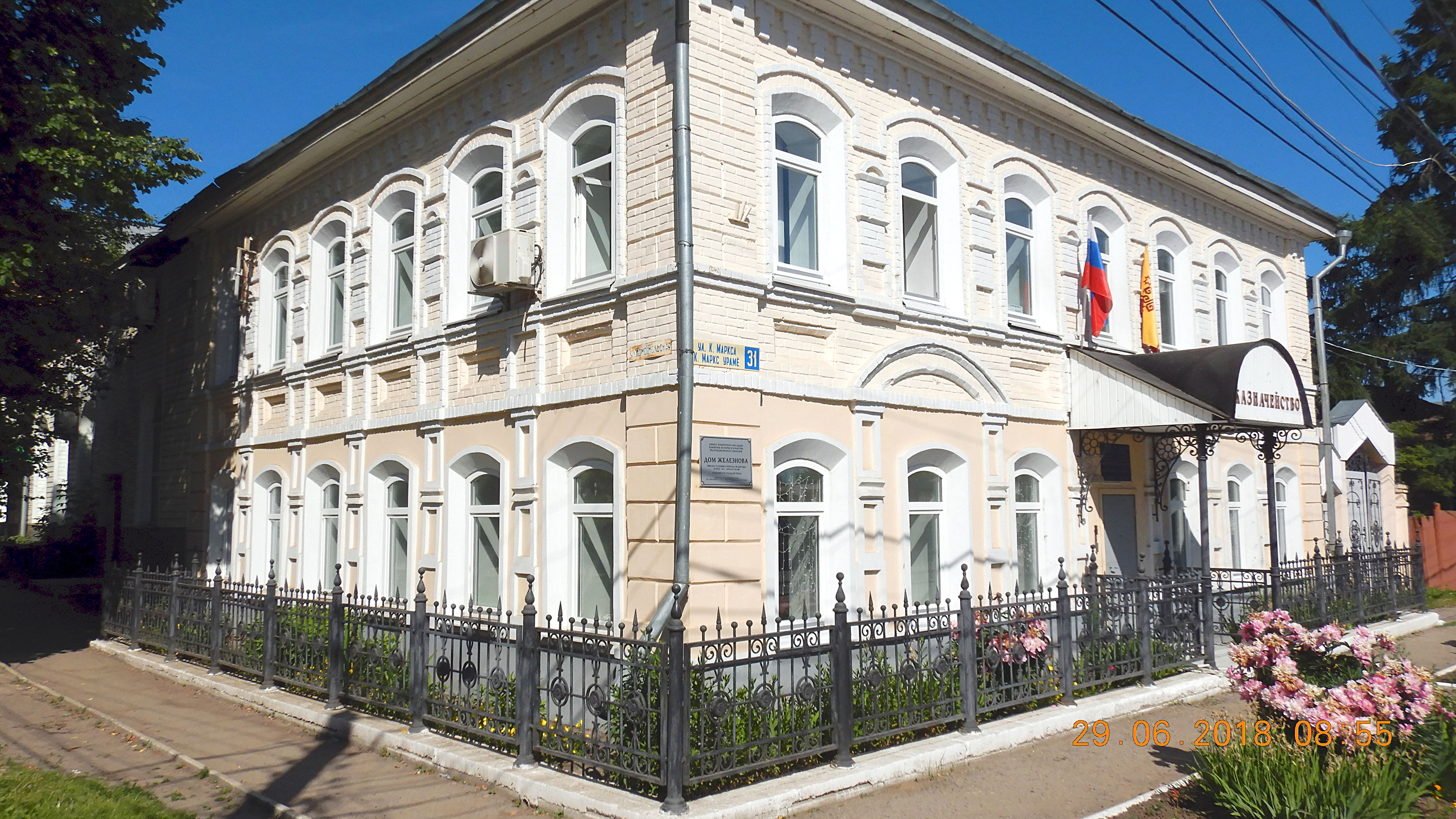
Casa Jeléznov (finals del -inicis del)

Entre el patrimoni arquitectònic de Yetĕrne destaca l'església de la Trinitat (1829). L'església de Sant Miquel Arcàngel (finals del segle xvii - inicis del segle xviii) es conserva, però en mal estat, després que en l'època soviètica fou emprada com a fàbrica i patí un incendi. És de citar també l'església de Sant Andreu (1856), al costat de l'antic cementiri. En el centre, prop de l'església de la Trinitat, especialment al carrer Karl Marx, hi ha diverses cases burgeses de finals del segle xix-inicis del segle xx. Entre elles, cal assenyalar la casa Buràixnikov (c./ Karl Marx, núm. 14, 1914), la casa Jeléznov (c/ Karl Marx, núm. 31, finals del segle xix-inicis del segle xx), la casa Mordvínov (c/ Karl Marx, núm. 71, 1880), l'edifici de l'assemblea del zemstvo (c/ Karl Marx, núm. 27, segona meitat del segle xix), l'escola reial (c/ Oktyabr', núm. 3, 1908), i la clínica ocular (c/ Karl Marx, núm. 2, 1911). La casa natal del turcòleg Nikolai Aixmarin (1870-1933) (c/ Lenin, núm. 18) es conserva, però està en mal estat.
La ciutat compta amb un museu d'història local, a l'edifici de l'antiga clínica ocular, i amb una casa-museu dedicada a l'actor Nikolai Mordvínov (Yetĕrne, 1901 - Moscou, 1966),  llorejat amb tres premis Stalin i un premi Lenin, situat a la casa Mordvínov.